# Władysław Bogusz
Władysław Bogusz (ur. 11 kwietnia 1916 w Krakowie, zm. 4 listopada 1975 tamże) – polski fizyk, profesor, uczestnik II wojny światowej.

## Życiorys
Władysław Bogusz urodził się w Krakowie. Po ukończeniu Gimnazjum im. B. Nowodworskiego w Krakowie rozpoczął studia na Wydziale Filozoficznym Uniwersytetu Jagiellońskiego i 1938 uzyskał dyplom magistra filozofii w zakresie matematyki.

### Okres II wojny światowej
Władysław Bogusz w sposób czynny brał udział w II wojnie światowej – od pierwszego dnia wojny aż do jej zakończenia w maju 1945 roku. Zaraz po ukończeniu studiów został powołany do Szkoły Podchorążych w Zambrowie, a następnie jako podchorąży brał udział w kampanii wrześniowej. Pod Zamościem został wzięty do niewoli niemieckiej, ale udało mu się zbiec – wyskoczył z pociągu przewożącego jeńców, gdy pociąg przejeżdżał w odległości kilkudziesięciu metrów od jego rodzinnego domu w krakowskiej dzielnicy Podgórze. Po paru miesiącach pobytu w okupowanym Krakowie poprzez Słowację, Węgry, Rumunię, Turcję przedostał się na Bliski Wschód i tam wstąpił do polskiej armii. Wraz z Samodzielną Brygadą Karpacką, a następnie Dywizją Karpacką przeszedł cały szlak bojowy: Egipt, Libię i Włochy. Walczył pod Tobrukiem, pod El-Ghazalą, brał udział w bitwie o Monte Cassino, następnie pod Ankoną. Swój szlak bojowy zakończył w Bolonii. Gdy skończyła się wojna, Władysław Bogusz był w stopniu porucznika.
Za swoje zasługi bojowe odznaczony został czterokrotnie Krzyżem Walecznych, Srebrnym Krzyżem Zasługi z Mieczami, Krzyżem Pamiątkowym Monte Cassino, brytyjskimi odznaczeniami: Military Medal, Gwiazdą za Wojnę, Gwiazdą Afryki, Gwiazdą Italii, Brytyjskim Medalem Wojny 1939-1945 oraz Medalem Jerzego.

### Okres po II wojnie światowej
Po wojnie Władysław Bogusz został w Wielkiej Brytanii, gdzie pracował na Uniwersytecie w Oksfordzie. Po powrocie do Polski pracował w Zjednoczeniu Przemysłu Odlewniczego w Krakowie, a następnie jako nauczyciel matematyki w VIII Gimnazjum i Liceum w Krakowie. Równocześnie studiował na Wydziale Elektromechanicznym Akademii Górniczej i w roku 1952 uzyskał stopień inżyniera mechanika hutniczego.
W styczniu 1950 roku rozpoczął pracę na AGH. Przeszedł wszystkie stanowiska od asystenta do profesora zwyczajnego. W 1955 uzyskał stopień naukowy kandydata nauk technicznych (doktora) na podstawie rozprawy pt. Wyznaczanie sił wewnętrznych powodujących tłumienie drgań metodą drgań swobodnych zanikających dla materiałów konstrukcyjnych, zaś w 1960 roku stopień naukowy docenta (doktora) habilitowanego na podstawie rozprawy Wyznaczanie obszarów stateczności nieliniowych układów dynamicznych.
W latach 1960–1969 był kierownikiem Katedry Mechaniki Technicznej, a następnie po reorganizacji uczelni – kierownikiem Zakładu Teorii Maszyn i Automatycznej Regulacji.

#### Działalność naukowa i dydaktyczna
Jest autorem ponad 100 publikacji, w wielu przypadkach w zagranicznych czasopismach naukowych. Tematyka jego prac poświęcona jest głównie zagadnieniom drgań liniowych i nieliniowych, dynamiki maszyn, a także wibroakustyki. Posługiwał się własną oryginalną metodą do badania jakościowego nieliniowych układów dyskretnych. Metoda ta nazwana została „dwutensorową” i opublikowana została w artykule pt. A Two Tensor Method of Investigating Nonlinear Systems (w: „Proceeding of Vibration problems”, t. 2, nr 3, 1961).
Za pomocą tej metody profesor Bogusz rozwiązał szereg zagadnień naukowych i technicznych między innymi do określania bezpiecznych warunków przesuwania smukłych obiektów, co było podstawą opracowania i dokonania przesunięcia wielkiego pieca w hucie „Pokój” w Rudzie Śląskiej.
Do dorobku profesora Bogusza zaliczyć należy organizowanie wielu krajowych i międzynarodowych sympozjów i konferencji naukowych, np. Międzynarodowe Konferencje Dynamiki Maszyn, czy Konferencje Drgań Nieliniowych. Utrzymywał rozległe kontakty z pracowników wielu krajowych i zagranicznych np. Stanów Zjednoczonych, Czechosłowacji, Niemiec, ówczesnego Związku Radzieckiego, Japonii, Węgier oraz Rumunii. Działał w komitetach Polskiej Akademii Nauk, w Polskim Towarzystwie Mechaniki Teoretycznej i Stosowanej.
Za swoją działalność naukową, dydaktyczną i organizacyjną był wielokrotnie odznaczany i nagradzany. Odznaczony był między innymi Krzyżem Oficerskim i Kawalerskim Orderu Odrodzenia Polski oraz Medalem Komisji Edukacji Narodowej.
Pochowany na Cmentarzu Podgórskim w Krakowie (kwatera XIa-4-8). Był laureatem nagród Ministerstwa Nauki i Szkolnictwa Wyższego oraz Ministra Budownictwa i Przemysłu Materiałów Budowlanych.

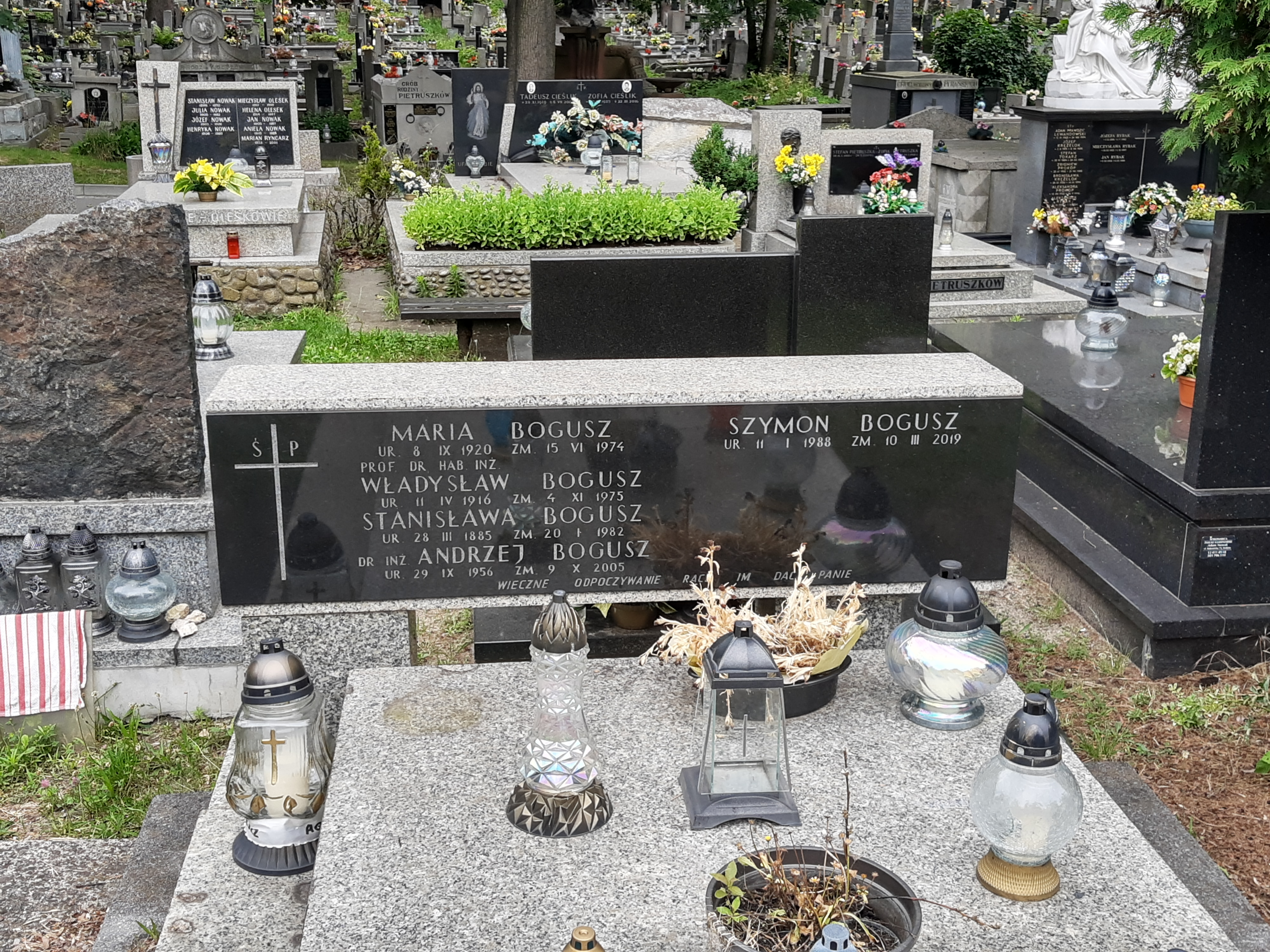
Grób prof. Władysława Bogusza na Cmentarzu Podgórskim